# Бурдин (хутор)
Бурдин — хутор в Александрово-Гайском районе Саратовской области России. Входит в состав Александрово-Гайского муниципального образования.

## История
Основан в 1975 г.

## Население
| 2000 | 2018 |
| ---- | ---- |
| 4    | ↘2   |